# Volley-ball Club de France
Le Volley-ball Club de France est un club de volley-ball français disparu basé à Paris.
Le club est créé le 16 janvier 1939, avec un siège au 132, rue Brancion dans le 15e arrondissement de Paris.
Le club est sacré champion de France en 1939 avec l'équipe suivante : Vigouroux (international français), Hochard, Rosemblir, Robert Bourillon, Rolland Bourillon, van Branteghem.